# Cessão Mexicana

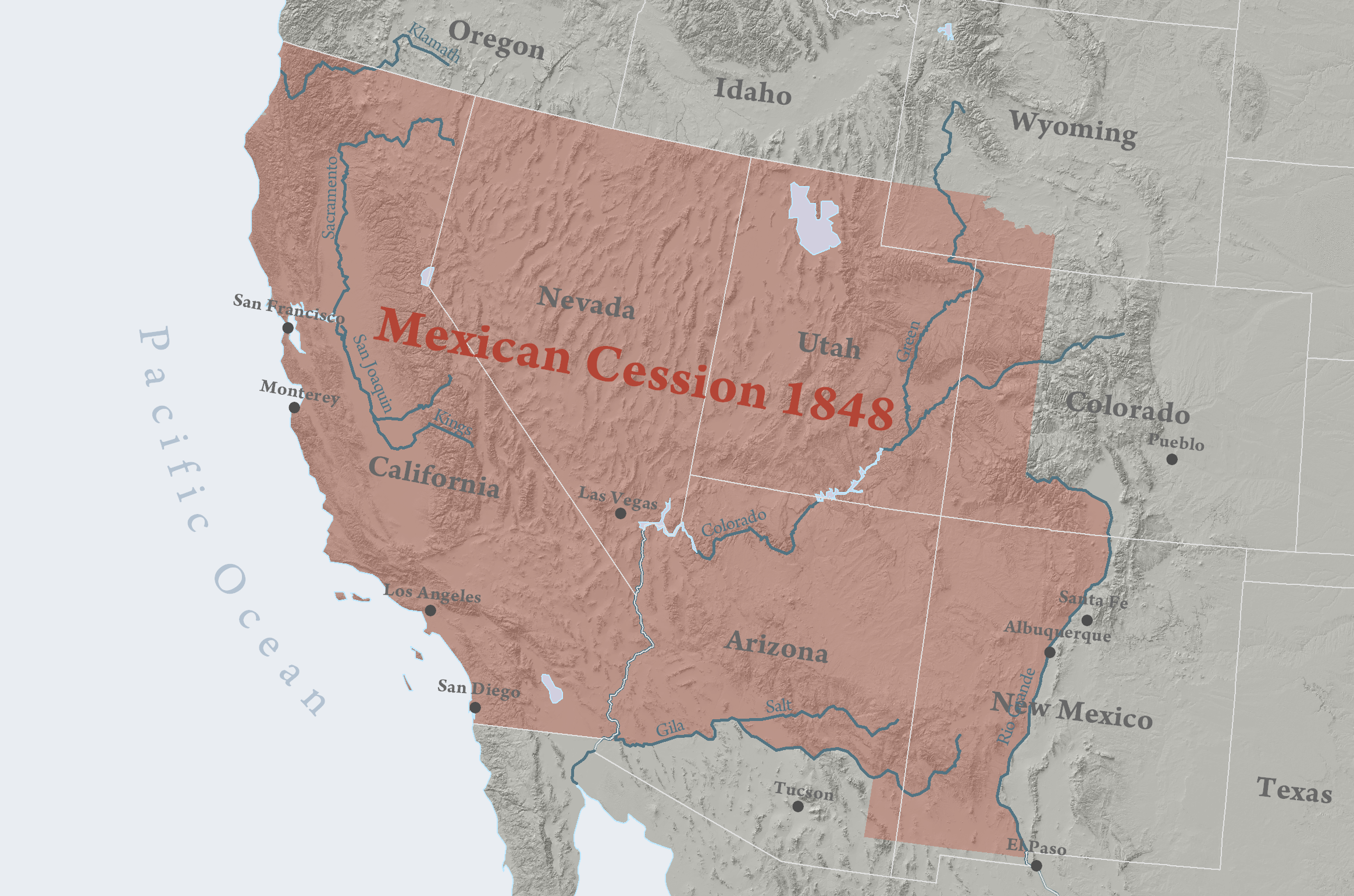
Mapa dos territórios cedidos pelo México aos Estados Unidos em 1848.

A Cessão Mexicana (em castelhano:  Cesión mexicana) é o nome histórico para a região do actual sudoeste dos Estados Unidos que foi entregue pelo México em 2 de fevereiro de 1848, com a assinatura do Tratado de Guadalupe Hidalgo, depois da Guerra Mexicano-Americana. A cessão deste território do México era uma condição para o final da guerra, quando as tropas dos Estados Unidos ocuparam a Cidade do México, e o México arriscou-se a ser completamente anexado por aquele país. Os Estados Unidos também pagaram quinze milhões de dólares (mais de 300 milhões ao câmbio de 2008) pela terra, que era a metade do que tinham oferecido pela terra antes da guerra. As terras entregues pelo México constituem 14,9% da área total do território dos Estados Unidos de hoje.
Durante os 38 anos entre 1810 - quando o México declarou a sua independência da Espanha (ou a partir de 1821, quando a independência mexicana ficou assegurada) - e 1848, a região era aproximadamente 42,1% da área do México; antes disto, tinha sido uma parte da colónia espanhola da Nova Espanha durante aproximadamente três séculos. Começando em princípios do século XVII, uma cadeia de missões espanholas e novos povoados estendeu-se na nova região do México, sobretudo depois do rio Grande na área de El Paso e Santa Fé, que era uma capital colonial dos espanhóis, e que é agora a capital do estado do Novo México. A fixação espanhola e o trabalho de missionários seguiram o curso do rio Colorado até ao norte ao longo da fronteira actual entre Califórnia e Arizona. Começando em finais do século XVIII, a Espanha também tinha construído um sistema de fortalezas e missões em todas as partes da Alta Califórnia (hoje metade do sul do estado da Califórnia), de San Diego a San Francisco.
A região inclui a totalidade dos actuais estados da Califórnia, Nevada e Utah, bem como partes de:
- Arizona excluindo a região mais tarde anexada na Compra de Gadsden
- Colorado a oeste do limite da antiga República do Texas
- Novo México a oeste do rio Grande e excluindo a Compra de Gadsden
- Wyoming a oeste da fronteira da antiga República do Texas e a sul do paralelo 42 Norte.

O tratado também especificou a fronteira mexicana com o Texas como está no Rio Grande (Rio Bravo do Norte). Antes parte de Texas, entre o rio Nueces e o rio Grande, tinha permanecido sob disputa durante toda a existência da República do Texas. Os Estados Unidos já tinham reclamado a área como parte da anexação do Texas em 1845.
A terra da Cessão Mexicana foi uma possessão não organizada dos Estados Unidos até que o Congresso estabeleceu, em 9 de Setembro de 1850, as seguintes três entidades sucessoras:
- com a parte nordeste, foi criado o território do Utah, com a adição de alguma terra da anexação do Texas. Esta incluía o actual estado de Utah, a maior parte do Nevada, a parte do Colorado, e parte do Wyoming.
- com a parte do sudeste, criou-se o território do Novo México, com a adição de alguma terra da Anexação do Texas. Está incluído o Novo México de hoje, o Arizona, e uma parte do Nevada. Seria ampliado mais tarde até ao sul pela Compra de Gadsden em 1853.
- com a parte ocidental, criou-se o estado da Califórnia.